# Das verlorene Paradies – Die Kindermorde in Robin Hood Hills
Das verlorene Paradies – Die Kindermorde in Robin Hood Hills (Originaltitel: Paradise Lost: The Child Murders at Robin Hood Hills) ist ein 1996 erschienener Dokumentarfilm von HBO über die Prozesse gegen drei Mordverdächtige in West Memphis, Arkansas, die als West Memphis Three bekannt wurden. Wie bei den nachfolgenden Teilen Paradise Lost 2: Revelations (2000) und Paradise Lost 3: Purgatory (2011) führten Joe Berlinger und Bruce Sinofsky Regie.

## Inhalt
Der Film handelt von den Prozessen gegen die drei Mordverdächtigen Damien Echols, Jason Baldwin und Jessie Misskelley, die des Mordes, des sexuellen Missbrauchs und der Verstümmelung an den drei achtjährigen Jungen Stevie Branch, Michael Moore und Chris Byers beschuldigt wurden. Die Leichen wurden gefesselt und nackt in einer als „Robin Hood Hills“ bekannten Gegend in West Memphis, Arkansas aufgefunden.
Die Justiz vermutete hinter dem Verbrechen einen satanistischen Akt, daher kamen die später als „West Memphis Three“ bekannt gewordenen Echols, Baldwin und Misskelley aufgrund ihrer äußeren Erscheinung (z. B. schwarze Kleidung) und ihres Musikgeschmacks (vor allem Metallica und Slayer) als Täter in Frage.
Der erste Teil des Films zeigt den Prozess gegen Jessie Misskelley. Da dieser ein Geständnis abgelegt hatte, musste gegen ihn ein separater Prozess geführt werden. Aufgrund der Bruton Rule, die besagt, dass Geständnisse eines Angeklagten nicht gegen andere Angeklagten verwendet werden dürfen, hätte er Echols und Baldwin als Mitangeklagte nicht belasten dürfen. Im Mittelpunkt steht der Verdacht, dass die Ermittler das Geständnis erzwungen haben könnten. Diese Theorie wird vor allem vom Experten Richard Ofshe unterstützt. Am Ende des Prozesses wurde Misskelley des Mordes ersten Grades sowie des zweifachen Mordes zweiten Grades schuldig gesprochen und zu lebenslanger Freiheitsstrafe und einer 40-jährigen Freiheitsstrafe verurteilt. Entgegen den Hoffnungen der Staatsanwaltschaft sagte Misskelley nicht im Prozess gegen Echols und Baldwin aus. Der zweite Teil des Films dokumentiert die Prozesse von Echols und Baldwin.
Die Regisseure interviewten für den Film mehrere durch den Fall betroffene Personen, darunter die Verdächtigen selbst, die Familien der Opfer und Verdächtigen sowie Anwälte und Staatsanwälte. Dabei sind Berlinger und Sinofsky nicht selbst zu sehen und zu hören, sondern die Personen erzählen ohne die Führung eines Interviewers. Außerdem werden Originalaufnahmen aus den beiden Prozessen gegen die Verdächtigen gezeigt.

## Hintergrund
Der Film wurde in 79 Tagen über einen Zeitraum von 10 Monaten an den Originalschauplätzen in Arkansas gedreht. Erstmals erlaubten die Musiker der Band Metallica die Verwendung ihrer Musik in einem Film. Acht Jahre später drehten die Regisseure mit Some Kind of Monster einen Film über Metallica.

## Rezeption
Der Film lief im Internationalen Forum der Internationalen Filmfestspiele Berlin 1996 und konkurrierte um den Großen Preis der Jury für den Besten Dokumentarfilm beim Sundance Film Festival.
Er erhielt überwiegend positive Kritiken, darunter vom US-amerikanischen Filmkritiker Roger Ebert. Das Lexikon des internationalen Films urteilte, der Film sei „ebenso engagiert wie ergreifend“ und erzähle die Geschichte im Stil des Cinéma vérité.
Der Film wurde mit insgesamt sieben Auszeichnungen geehrt, unter anderem 1997 mit einem Primetime Emmy. 1996 wurde der Film vom Kansas City Film Critics Circle als Bester Dokumentarfilm des Jahres ausgezeichnet, so auch vom National Board of Review.